# Andreaea-Plateau
Das Andreaea-Plateau ist ein kleines Plateau von 180 m Höhe im Archipel der Südlichen Orkneyinseln. Auf Signy Island ragt es südwestlich des Robin Peak auf.
Das Plateau ist bekannt als der größte antarktische Standort für Laubmoose der Gattung Andreaea, die ihm seinen Namen gaben.